# Fabas (Alto Garona)
Fabas (em occitano:  Havars) é uma comuna francesa na região administrativa da Occitânia, no departamento do Alto Garona. Estende-se por uma área de 18.68 km², com 199 habitantes, segundo o censo de 2018, com uma densidade de 11 hab/km².